# Língua wemba wemba
 Wemba - Wemba  é uma extinta língua indígena australiana que já foi falada pela etnia do mesmo nome ao longo dos afluentes do rio Murrumbidgee, particularmente no rio Loddon , ao norte de Swan Hill, no rio Avoca e ao sul nas proximidades de Quambatook , nordeste de Boorooban e Moulamein em Nova Gales do Sul, proximidades do Lago Boga e Boort
Esforços estão sendo feitos para reviver o idioma, como anualmente na Semana Cultural Wamba Wamba Perrepa Perrepa.

## Dialetos
Jardwadjali (com os dialetos Jagwadjali , Nundadjali , Mardidjali ) forma o que seria Wemba-Wemba ,  ou poderia ser mais relacionada às línguas kulin (Madhi - Ladji – Wadi).

## Escrita
A língua Wemba-Wemba usa uma forma alfabeto latino que não apresenta as letras (se isoladas) B, C, D, F, G, H, J, Q, S, V, X, Z; Apresenta as formas Th, Ty, Ng, Mb, Nd, Ndy, N.g, Rl, Rn, Rnd, Rn.g, Rr, Rt, Wu, Yi;